# Jeanne Balibarová
Jeanne Balibarová (* 13. dubna 1968 Paříž) je francouzská herečka. Jejím otcem je filozof Étienne Balibar.
Vystudovala divadelní školu Cours Florent. Hrála v divadlech Comédie-Française a Théâtre du Vieux-Colombier, vystupovala na Divadelním festivalu v Avignonu a natočila přes čtyřicet filmů. Získala Stříbrnou mušli pro nejlepší herečku na Mezinárodní filmový festival v San Sebastiánu za film Fin août, début septembre. V roce 2016 získala Řád umění a literatury. Za hlavní roli ve filmu Barbara jí byla udělena Cena bratří Lumièrů a César pro nejlepší herečku. Jako režisérka debutovala filmem Par exemple, Electre, vytvořeným ve spolupráci s Pierrem Léonem.
Věnuje se také zpěvu, vydala desky Paramour (2003) a Slalom Dame (2006).
V letech 1996 až 2003 byla provdána za režiséra Mathieu Amalrica, s nímž má dva syny.
Byla členkou poroty na Filmovém festivalu v Cannes 2008. V roce 2015 podepsala Výzvu 58 na obranu svobody slova.

## Filmy
- 2019 Bídníci
- 2018 Studená válka
- 2017 Barbara
- 2016 Deadweight
- 2016 À jamais
- 2014 Delight
- 2014 Grace, kněžna monacká
- 2014 Letní noci
- 2013 Par exemple, Electre
- 2012 Clara s'en va mourir
- 2010 Ve věku Ellen
- 2009 Herečky na scénu!
- 2009 Panika v městečku
- 2008 Dívka z Monaka
- 2008 L'Idiot
- 2008 Nehanebné lásky Françoise Sagan
- 2007 Nesahejte na sekeru
- 2007 Okouzleni tancem
- 2006 Call me Agostino
- 2005 Nic neměnit
- 2004 Život je peklo
- 2003 Kód 46
- 2003 Toutes ces belles promesses
- 2002 Soukromé záležitosti
- 2001 Avec tout mon amour
- 2001 Intimisto
- 2001 Kdo ví
- 2000 Komedie nevinnosti
- 2000 Markýz de Sade
- 2000 Zítra bude líp
- 1999 Fin août, début septembre
- 1999 Trois Ponts sur la rivière
- 1998 Dieu seul me voit
- 1997 J'ai horreur de l'amour
- 1996 Učená pře aneb Můj pohlavní život
- 1995 La Croisade d'Anne Buridan
- 1994 Un dimanche à Paris
- 1992 Hlídka